# الدوري الهولندي الممتاز 1916–17
الدوري الهولندي الممتاز 1916–17 (بالهولندية: Nederlands landskampioenschap voetbal 1916/17)‏ هو الموسم 29 من الدوري الهولندي الممتاز. أشرف على تنظيمه الاتحاد الملكي الهولندي لكرة القدم، وكان عدد الأندية المشاركة فيه 35، وفاز فيه غو أهد إيغلز.